# Bandera de les Borges Blanques
La bandera oficial de les Borges Blanques té la següent descripció:
Bandera apaïsada, de proporcions dos d'alt per tres de llarg (2x3), groga, amb quatre pals vermells del mateix gruix en els dos primers terços verticals, amb el bou blanc de l'escut, passant cap a l'asta, d'alçària 9/23 de la del drap i llargària 6/17 de la del mateix drap, sobreposat al centre d'aquesta primera part; i verd clar, en el tercer terç vertical, amb tres flors de lis blanques, cadascuna d'alçària 3/17 de la del drap i amplària 1/9 de la llargària del mateix drap, juxtaposades pels extrems laterals inferiors i amb la flor de lis més elevada apuntant al centre de la vora superior d'aquest terç, tot el conjunt al centre del mateix terç.
Va ser aprovada el 26 de març de 2019 i publicada al DOGC el 29 de març del mateix any amb el número 7843.